# ハートビートスクランブル
『ハートビートスクランブル』は、1996年9月6日にイマジニアから発売されたセガサターン用恋愛シミュレーションゲーム。多くの恋愛シミュレーションがアニメキャラをヒロインとするなかで、すべての登場人物や背景が実写なのが大きな特徴だが、ゲームパッケージにはアニメキャラが大きく描かれている。

## ゲームシステム
画面上半分に実写の登場人物やイベント画像が表示される。下半分には人物のセリフとデフォルメされたアニメーションが表示される。3年間の高校生活をゲーム内で送ることができる。ゲームボイスはないが、時折音声付きのムービーが表示される。
- 主人公が行える行動は一日一回のみ。
- 授業では能力は上がらず体力のみが回復する。
- 体力が0になっても主人公は何ともない。